# Babkowate (ryby)
Babkowate, babki (Gobiidae) – rodzina ryb okoniokształtnych (Perciformes). Jest to największa rodzina ryb morskich. Niektóre tylko gatunki występują w wodach słodkich. Do babkowatych należą najmniejsze ryby świata Schindleria brevipinguis i Pandaka pygmaea. Niektóre gatunki spotykane są w hodowlach akwariowych.

## Występowanie
Większość gatunków zamieszkuje wody tropikalne i subtropikalne mórz i oceanów, rzadziej – wody słodkie. Kilka gatunków występuje w Morzu Bałtyckim.

## Cechy charakterystyczne
- ciało wydłużone, duża, szeroka głowa
- płetwy niektórych gatunków uzbrojone w kolce
- zrośnięte płetwy brzuszne tworzą przyssawkę ułatwiającą utrzymywanie się ryby przy dnie
- linia boczna nie jest widoczna na tułowiu, natomiast jej rozmieszczenie na głowie jest cechą gatunkową
- łuski u większości gatunków ktenoidalne lub cykloidalne
- większość gatunków dorasta do 10 cm długości, największe osiągają ok. 50 cm
- u większości gatunków dobrze zaznaczony dymorfizm płciowy, ikra składana przy dnie, samce opiekują się ikrą

## Klasyfikacja
Rodzaje zaliczane do tej rodziny są zgrupowane w podrodzinach Amblyopinae, Gobiinae, Gobionellinae, Oxudercinae i Sicydiinae:
Aboma — Acanthogobius — Acentrogobius — Afurcagobius — Akihito — Akko — Amblychaeturichthys — Amblyeleotris — Amblygobius — 
Amblyotrypauchen — Amoya — Anatirostrum — Ancistrogobius  — 
Aphia — Apocryptes — Apocryptichthys  — Apocryptodon — Arcygobius — Arenigobius — Aruma — Asterropteryx — Astrabe — Aulopareia — Austrolethops — Awaous — Babka — Barbulifer — Barbuligobius — Bathygobius — Benthophiloides — Benthophilus — Boleophthalmus — Bollmannia — Brachyamblyopus — Brachygobius — Bryaninops — Buenia — Cabillus — Caecogobius — Caffrogobius — Callogobius — Caragobius — Caspiosoma — Chaenogobius — Chaeturichthys — Chlamydogobius — Chriolepis  — Chromogobius  — Clariger — Clevelandia — Corcyrogobius — Coryogalops — Coryphopterus — Cotylopus — Cristatogobius — Croilia — Cryptocentroides — Cryptocentrus — Crystallogobius — Ctenogobiops — Ctenogobius — Ctenotrypauchen — Deltentosteus — Didogobius — Discordipinna — Drombus — Ebomegobius — Echinogobius — Economidichthys — Egglestonichthys — Ego — Elacatinus — Eleotrica — Enypnias — Eucyclogobius — Eugnathogobius — Eutaeniichthys — Evermannia — Evermannichthys — Eviota — Evorthodus — Exyrias — Favonigobius — Feia — Fusigobius — Gammogobius — Gillichthys — Ginsburgellus — Gladiogobius — Glossogobius — Gnatholepis — Gobiodon — Gobioides — Gobionellus — Gobiopsis — Gobiopterus — Gobiosoma — Gobius — Gobiusculus — Gobulus — Gorogobius — Grallenia — Gymneleotris  — Gymnoamblyopus — Gymnogobius — Hazeus — Hemigobius — Hetereleotris — Heterogobius — Heteroplopomus — Hyrcanogobius — Ilypnus — Istigobius — Karsten — Kelloggella — Knipowitschia — Koumansetta — Larsonella — Lebetus — Lentipes — Lepidogobius — Lesueurigobius — Lethops — Leucopsarion — Lobulogobius — Lophiogobius — Lophogobius — Lotilia — Lubricogobius — Luciogobius — Luposicya — Lythrypnus — Macrodontogobius — Mahidolia — Mangarinus — Mauligobius — Mesogobius — Microdesmus  — Microgobius — Millerigobius — Minysicya  — Mistichthys — Mugilogobius — Myersina — Nematogobius — Neogobius — Nes — Nesogobius — Obliquogobius — Odondebuenia — Odontamblyopus — Oligolepis — Ophiogobius — Oplopomops — Oplopomus — Opua — Oxuderces — Oxyurichthys — Padogobius — Paedogobius — Palatogobius — Palutrus — Pandaka — Papillogobius — Papuligobius — Parachaeturichthys — Paragobiodon — Paragobiopsis  — Paraplesiops  — Parapocryptes — Parasicydium — Paratrimma — Paratrypauchen  — Parawaous — Pariah — Parkraemeria — Parrella — Pascua  — Periophthalmodon — Periophthalmus — Phoxacromion  — Phyllogobius — Platygobiopsis — Pleurosicya — Polyspondylogobius — Pomatoschistus — Ponticola — Porogobius — Priolepis — Proterorhinus — Psammogobius — Pseudaphya — Pseudapocryptes — Pseudogobiopsis — Pseudogobius — Pseudorhinogobius — Pseudotrypauchen — Psilogobius — Psilotris — Pterogobius — Pycnomma — Quietula — Redigobius — Rhinogobiops — Rhinogobius — Risor — Robinsichthys — Sagamia — Scartelaos — Schindleria  — Schismatogobius — Sicydium — Sicyopterus — Sicyopus — Signigobius — Silhouettea — Siphonogobius —  Smilosicyopus  — Speleogobius — Stenogobius — Stigmatogobius — Stiphodon — Stonogobiops — Sueviota — Sufflogobius  — Suruga — Synechogobius — Taenioides — Tamanka — Tasmanogobius — Thorogobius — Tigrigobius — Tomiyamichthys — Tridentiger — Trimma — Trimmatom — Trypauchen — Trypauchenichthys — Trypauchenopsis — Tryssogobius  — Typhlogobius — Valenciennea — Vanderhorstia — Vanneaugobius — Varicus — Vomerogobius — Wheelerigobius — Yoga  — Yongeichthys — Zappa — Zebrus — Zosterisessor

## Występowanie w polskich wodach
Przedstawiciele rodziny babkowatych są reprezentowani w wodach Polski m.in. przez: 
- Neogobius melanostomus (babka bycza),
- Gobius niger (babka czarna),
- Gobiusculus flavescens (babka czarnoplamka),
- Babka gymnotrachelus (babka łysa),
- Pomatoschistus minutus (babka mała),
- Pomatoschistus microps (babka piaskowa),
- Proterorhinus semilunaris (babka rurkonosa),
- Neogobius fluviatilis (babka szczupła).